# Cypholophus decipiens
Cypholophus decipiens är en nässelväxtart som beskrevs av H. Winkl.. Cypholophus decipiens ingår i släktet Cypholophus och familjen nässelväxter. Inga underarter finns listade i Catalogue of Life.